# Kaeng Khoi
Kaeng Khoi er en by i provinsen Saraburi i det centrale Thailand. Befolkningstallet anslås (2005) til at være 88.921.
Byen ligger ved jernbanelinjen og hovedvejen fra Bangkok til Isanområdet som går gennem den nord-østlige del af landet.
14°35′11″N 100°59′48″Ø / 14.5864°N 100.9967°Ø